# جیو پیمنت بنک
جیو پیمنت بنک (انگلیسی: Jio Payments Bank) شرکت خدمات مالی و بانکداری هندی است، که در سال ۲۰۱۸ توسط موکش امبانی تأسیس شد.